# Договор в форте Ларами (1868)

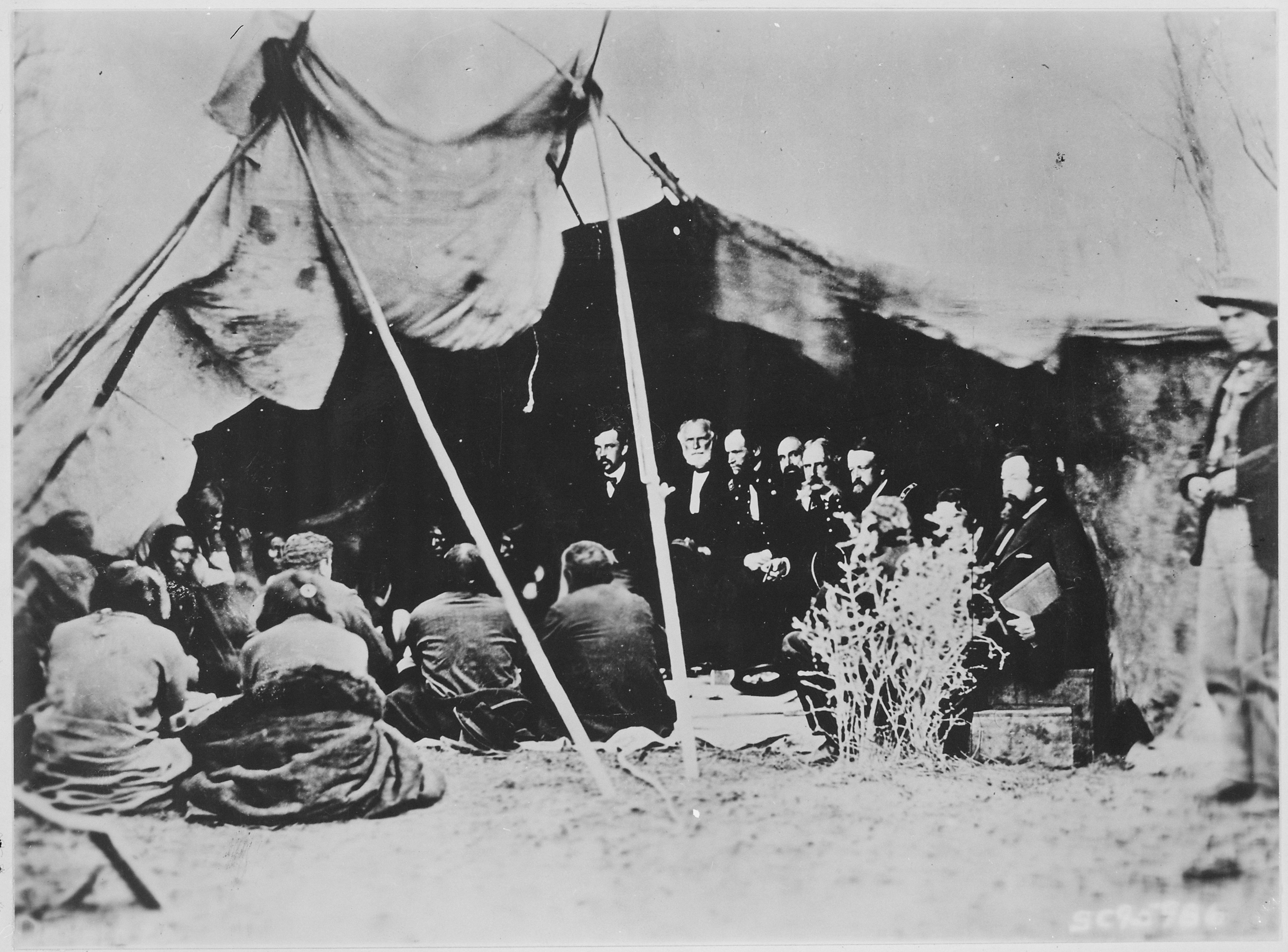
Подписание договора в форте Ларами, 1868 г.

Договор в форте Ларами (англ. Treaty of Fort Laramie), известный также как Договор сиу 1868 года (англ. Sioux Treaty of 1868) — соглашение, заключённое в 1868 году между американским правительством и представителями индейских племён Великих равнин — оглала, брюле, миннеконжу, янктонаи и арапахо. Процесс подписания занял несколько месяцев и проходил с 29 апреля по 6 ноября 1868 года.

## Предыстория
Первый договор в форте Ларами, подписанный в 1851 году, пытался разрешить споры между индейскими племенами и правительством США, а также между самими племенами на территории современных штатов Монтана, Вайоминг, Небраска, Северная Дакота и Южная Дакота. Согласно первому договору между коренными жителями равнин также был заключён мир и обозначены границы их территорий. Индейцы также должны были предоставлять определённый доступ к своим землям для осуществления таких видов деятельности, как передвижение, топографическая съёмка и строительство правительственных аванпостов и дорог. В свою очередь, правительство США предложило бы защиту племенам и выплачивало бы ежегодную ренту в размере 50 000 долларов в год.
На момент подписания договора США не претендовали ни на одну территорию, охваченную договором. В 1863 году Джон Бозмен и Джон Джейкобс искали прямой путь из Вирджиния-Сити, шахтёрского городка в Монтане, в центральный Вайоминг, для связи с Орегонским трактом. Дорога, проложенная ими, получила название Бозманский тракт. Сиу, шайенны и арапахо воспринимали эту дорогу как угрозу для их традиционной жизни. Военные столкновения привели к тому, что генерал-майор Гренвилл Додж, командующий департаментом Миссури, отправил карательную экспедицию на территорию Паудер-Ривер, которую возглавил бригадный генерал Патрик Коннор. Хотя и добившись некоторых успехов, экспедиция не смогла одержать каких-либо побед или запугать индейцев. Единственным успехом кампании, стоившей огромных сумм, был захват лагеря северных арапахо. К тому времени сиу и шайенны оттеснили кроу к западу от реки Паудер, с земель, которые им принадлежали согласно договору 1851 года.
В 1866 году началась Война Красного Облака, которая через два года закончилась тем, что правительство США вынуждено было заключить мир с враждебными индейцами на их собственных условиях. Продолжать долгую и дорогостоящую войну американские власти не захотели и организовали Индейскую мирную комиссию для переговоров. Её итогом стал второй договор в форте Ларами.

## История

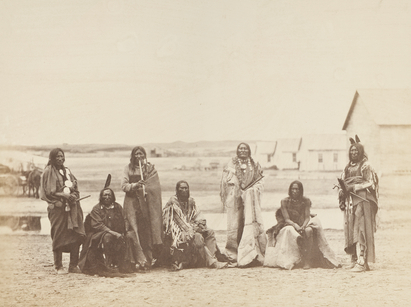
Вожди сиу у форта Ларами, 1868 г.

### Договор с сиу
Договор состоит из 17 статей. Он был заключён членами назначенной правительством Индейской Мирной комиссии и подписан между апрелем и ноябрём 1868 года в форте Ларами на территории современного штата Вайоминг, причём последним подписавшем его с индейской стороны был сам Красное Облако и сопровождавшие его вожди.
Договор учредил индейскую резервацию Грейт-Су, которая включала всю территорию современного штата Южная Дакота, находящуюся западнее реки Миссури. В резервации должны были организованы агентства, которые станут снабжать индейцев всем необходимым в течение четырёх лет. Договор защищал определённые права третьих сторон, не участвующих в переговорах, и фактически положил конец войне Красного Облака.

### Ситуация с понка
В 1858 году племя понка подписало договор с правительством США, в котором оно уступило большие территории федеральному правительству, но зарезервировало для племени земли на северо-востоке Небраски для своих членов. В другом договоре 1865 года племя обменяло эти зарезервированные территории на земли к югу от рек Найобрэра и Понка-Крик. Одной из причин обмена территориями были проблемы с сиу. Заключив договор с сиу в 1868 году, американские власти передали им резервацию понка, совершенно не учитывая договор с последними в 1865 году.
Считая земли понка своими, сиу стали нападать на них. При этом американское правительство не только не сделало попытки исправить собственную ошибку, но даже не пыталось защитить понка от нападений. В 1876 году президент США Улисс Грант решил разрешить ситуацию, в одностороннем порядке приказав депортировать понка на Индейскую территорию. Переселение понка, ставшее известно как «тропа слёз понка», было осуществлено силами американской армии в следующем году и привело к гибели более 200 человек.

## Подписанты

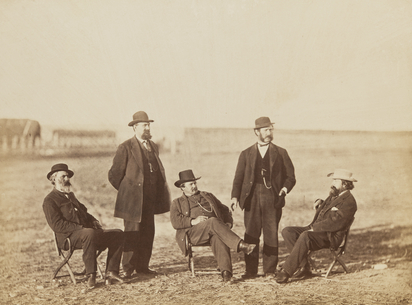
Представители Индейской мирной комиссии у форта Ларами, 1868 г.

### Представители США
- Натаниэл Грин Тейлор[англ.][9] — уполномоченный по делам индейцев.
- Уильям Текумсе Шерман[9] — генерал-лейтенант армии США.
- Уильям Харни[9] — генерал-майор армии США.
- Джон Санборн[англ.][10] — бригадный генерал армии Союза во время гражданской войны.
- Сэмюэл Таппан[англ.][11] — журналист и аболиционист, получивший известность после расследования бойни на Сэнд-Крик.
- Кристофер Огар[англ.][11] — командующий департаментом Платт[англ.].
- Альфред Терри[9] — бригадный генерал армии США.
- Джон Брукс Хендерсон[англ.][12] — председатель комитета Сената Соединённых Штатов по делам индейцев[англ.].

### Вожди и лидеры индейцев
| Брюле - Железная Раковина - Пятнистый Хвост - Белый Бык Оглала - Маленькая Рана - Юноша, Боящийся Своих Лошадей - Жёлтый Орёл - Маленький Ястреб - Высокий Волк - Сидящий Медведь - Безумный Волк - Американский Конь - Синий Конь - Красное Облако | Северные арапахо - Чёрный Медведь - Чёрный Уголь - Гнедой Конь Миннеконжу - Одинокий Рог - Пятнистый Лось - Большой Орёл Янктонаи - Маленький Солдат - Красный Конь - Маленький Щит |

## Последствия
Враждебные действия быстро возобновились и ни одна из сторон не соблюдала полностью условия договора. В 1876 году вспыхнула Война за Чёрные Холмы и по её окончании правительство США в одностороннем порядке аннексировало индейские земли, в том числе Блэк-Хилс. В 1980 году Верховный суд США постановил, что территории племён, подпадающие под действие договора, были незаконно захвачены американскими властями, которые были обязаны выплатить компенсацию плюс проценты. По состоянию на 2018 год этот показатель составил более 1 миллиарда долларов. Сиу отказываются принимать деньги, требуя взамен возвращения своей земли.